# Plantak

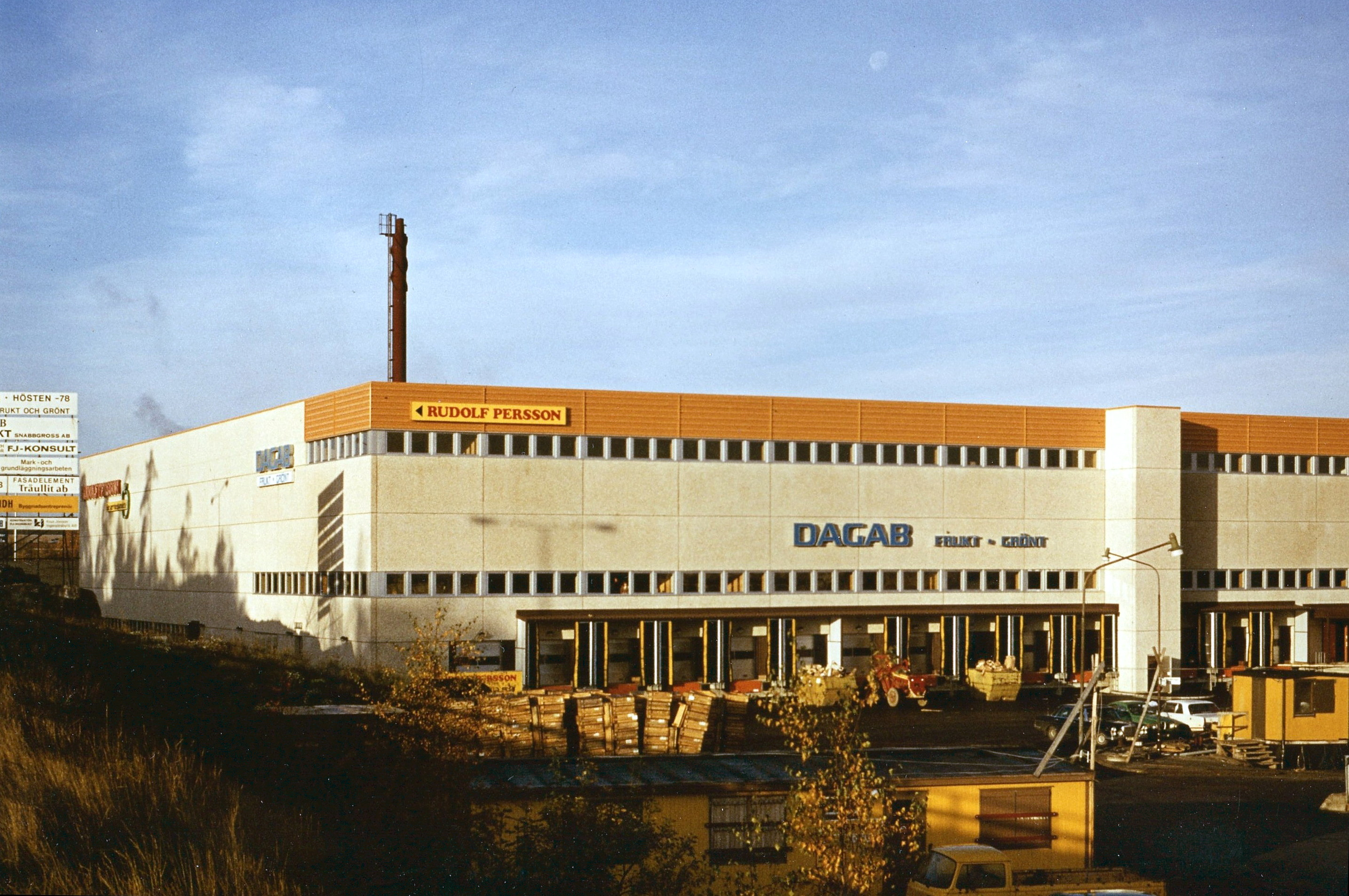
Exempel på en industribyggnad med plantak på Årsta partihallar i Stockholm.

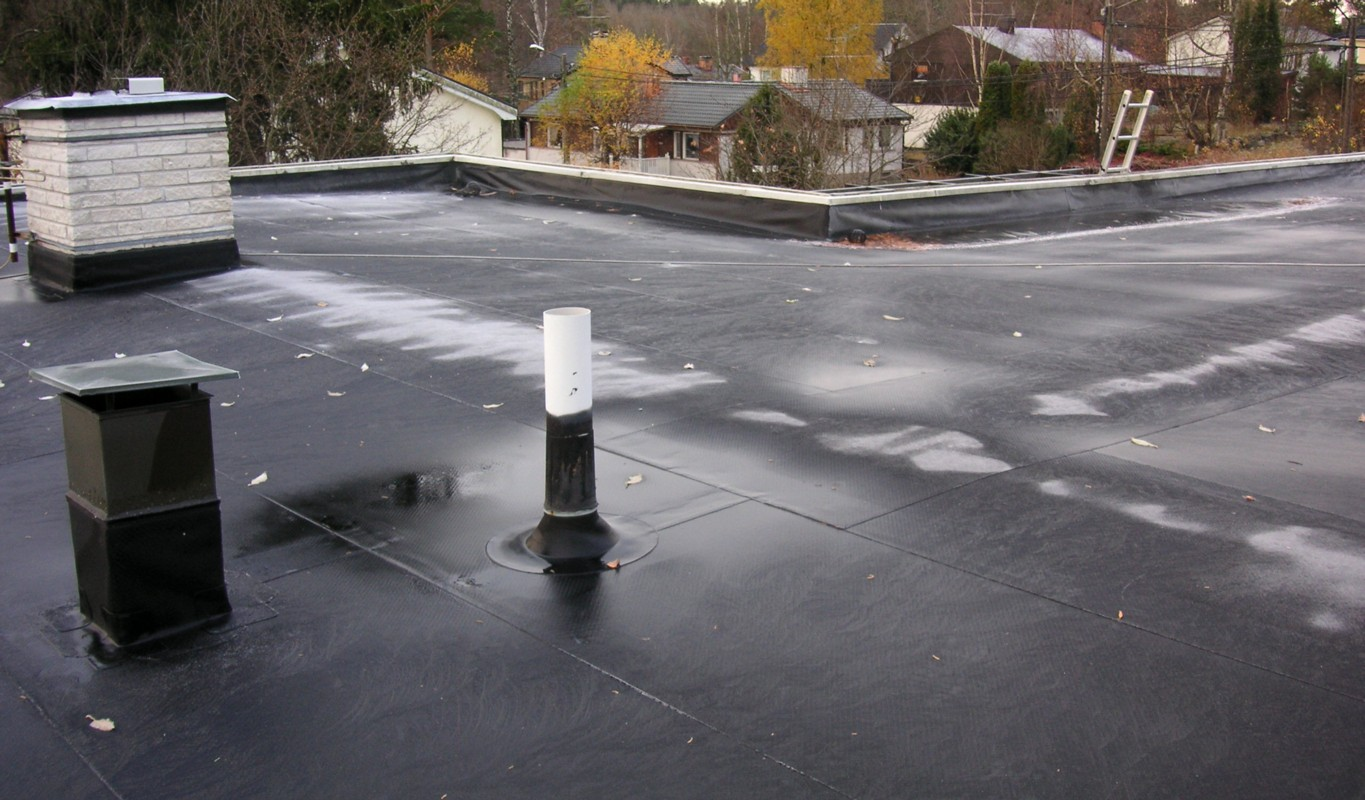
Exempel på ett plant villatak.

Ett plantak är ett tak med inget eller mycket ringa takfall. Stora takytor, på exempelvis industrihallar, delas då upp i flera mindre takytor med svagt fall till en eller flera ränndalar, där regnvattnet förs bort via takbrunnar. Takets svaga lutning syns inte från marken utan döljs bakom takkrönet. Denna takkonstruktion ställer höga anspråk på takytans täthet och god funktion av takavvattningssystemet.
Takkonstruktionen används i Sverige numera övervägande på industribyggnader, marknadshallar och kontorshus. Fördelen är möjligheten att nyttja byggnadens volym optimalt samt att använda takytan för tekniska installationer (till exempel fläktrum), parkeringsplatser, terrasser och liknande.